# IBM 305 RAMAC

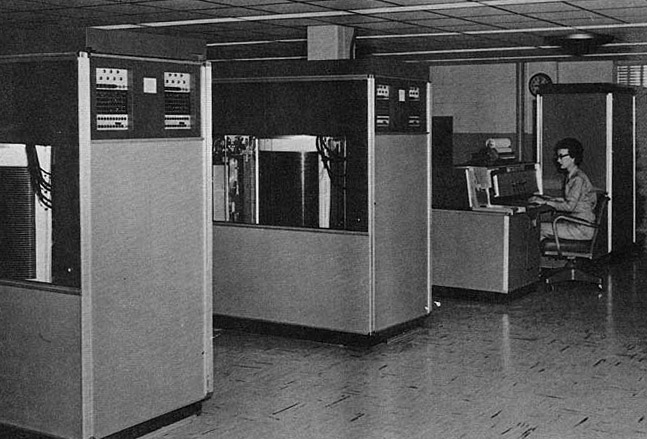
IBM 305 RAMAC trabalhando para o Exército dos Estados Unidos

'IBM 305 RAMAC' foi um computador comercial desenvolvido pela IBM em 1960 e foi o primeiro que utilizou uma unidade de disco magnético com uma cabeça de leitura móvel. RAMAC é uma sigla que significa Random Access Method of Accounting and Control ou método de acesso aleatório para contabilidade e controle. Servia para as empresas registrarem as transações e simultaneamente refletir cada entrada nas contas afetadas. A unidade de disco poderia armazenar até por volta de 4,4 megabytes de dados e era composto por 50 discos magnéticos de 24 polegadas pesando uma tonelada.